# Charles Marion
Charles Marion (n. 14 ianuarie 1887, Saint-Germain-en-Laye⁠(d), Île-de-France, Franța – d. 16 noiembrie 1944, Annecy, Franța) a fost un militar ce a reprezentat Franța, medaliat olimpic. A participat la 2 ediții ale Jocurilor Olimpice (1928, 1932) în care a câștigat o medalie de aur și două medalii de argint.